# 大原ゆい子
大原 ゆい子（おおはら ゆいこ、1992年2月5日 - ）は、日本の歌手・シンガーソングライターである。千葉県出身。身長169cm。血液型はO型。東宝芸能所属。

## 略歴
3歳から音楽教室に通い始めたのをきっかけに歌うことや楽器を演奏することが好きになる。小学生時代はオーケストラ部でバイオリンを演奏していた。音楽専門学校では自身による作詞と作曲を始める。その後、2012年から都内のライブハウスを中心にシンガーソングライターとしての活動を展開した。
2012年10月15日 「LOTTE  Sony Music 『歌のあるガム』プロジェクト 2012 CM・メジャーデビューコンテストNEXT」アーティスト部門でファイナリスト8組に選ばれる。
2014年8月29日 講談社主催のミスiD(アイドル)2015ファイナリスト41人に選ばれる。
2014年12月26日 NOTTVの番組「MUSIC にゅっと。」の「ココでミラクル！～オーディション～」にて「ユビオリ」で審査員(河合鉄平)特別賞を受賞。
2015年8月14日 映画『リトルウィッチアカデミア 魔法仕掛けのパレード』の主題歌を歌うことと、大原由衣子から大原ゆい子に名義を変えることをTwitterで公表。
2015年10月07日 「TOHO animation RECORDS」よりシングル「Magic Parade」をリリースした。（メジャーデビュー）
2018年2月12日 初めてのワンマンライブ「星の歌を辿って」を原宿ストロボカフェにて開催。
2023年3月12日に、数年前に結婚していたことと、妊娠のためライブやTVなどの出演を一時休業することを発表した。（2023年10月8日に復帰）

## 人物
ノスタルジックな音楽を好み、誰かの心に寄り添う歌をモットーに歌い続ける。
メジャーデビュー後は、アニメ音楽レーベルであるTOHO animation RECORDSより、アニメ関連作品とのタイアップ曲をリリースし続けており、オフィシャルウェブサイトでも“アニソン界のシンガーソングライター”のキャッチフレーズを使用している。
フライヤーやグッズなどに書くキャラクターは、自身が似ていると言われたことのあるウーパールーパーの「うぱぱ君」。
大のドラえもん好きでもある。尊敬するシンガーソングライターとして小松未歩を挙げている。
野球観戦好きであり、プロ野球独立リーグ・BCリーグ公式アンバサダーも務める。

## 作品

### シングル
|     | 発売日        | タイトル           | 規格品番                                                                 | カップリング曲                             | オリコン 最高位 |
| --- | ------------- | ------------------ | ------------------------------------------------------------------------ | ------------------------------------------ | --------------- |
| 1st | 2015年10月7日 | Magic Parade       | THCS-60079                                                               | 世界のどこかで 星に雲に揺れる木々に        | -               |
| 2nd | 2017年2月22日 | 星を辿れば         | THCS-60135（アーティスト盤） THCS-60134（アニメ盤） THCS-60136（通常盤） | 莟 ユビオリ                                | 71位            |
| 3rd | 2017年5月24日 | 透明な翼           | THCS-60154（アーティスト盤） THCS-60153（アニメ盤）                      | ねあと ノスタルジア                        | 80位            |
| 4th | 2017年12月6日 | 煌めく浜辺         | THCS-60170（アニメ盤）                                                   | 光の淵                                     | 69位            |
| 5th | 2018年2月14日 | 言わないけどね。   | THCS-60205（アーティスト盤）                                             | 木星バット                                 | 43位            |
| 5th | 2018年2月14日 | 言わないけどね。   | THCS-60204（アニメ盤）                                                   | 旅立ちの風                                 | 43位            |
| 6th | 2018年8月15日 | ハイステッパー     | THCS-60222（アーティスト盤）                                             | リアライズ ライラック                      | 61位            |
| 6th | 2018年8月15日 | ハイステッパー     | THCS-60221（アニメ盤）                                                   | ユアフライト ハイステッパー(Acoustic Ver.) | 61位            |
| 7th | 2019年4月24日 | えがおのまほう     | THCS-60241                                                               | セイセイせんべい!                          | -               |
| 8th | 2019年7月17日 | ゼロセンチメートル | THCS-60245（アーティスト盤）                                             | ラブビーム中 チャンス                      | 55位            |
| 8th | 2019年7月17日 | ゼロセンチメートル | THCS-60246（アニメ盤）                                                   | 知らなければ 君と光                        | 55位            |

### ミニアルバム
|     | 発売日         | タイトル                                                             | 規格品番                     | 収録曲                                                                                      | オリコン 最高位 |
| --- | -------------- | -------------------------------------------------------------------- | ---------------------------- | ------------------------------------------------------------------------------------------- | --------------- |
| 1st | 2017年12月6日  | 煌めく浜辺                                                           | THCA-60171（アーティスト盤） | 煌めく浜辺 光の淵 時のミラージュ イエスかノーか半分か さよならの行方                        | -               |
| 2nd | 2021年12月22日 | TVアニメ『無職転生 ～異世界行ったら本気だす～』Theme Song Collection | THCA-60269                   | 旅人の唄 目覚めの唄 継承の唄 祈りの唄 遠くの子守の唄 旅人の唄～帰郷～ オンリー 風と行く道   | 34位            |
| 3rd | 2022年7月13日  | Island Memories                                                      | THCA-60273                   | まっすぐ まっすぐ～ラララver.～ サンタになりたい 風見鶏を見つけて はじまりの夏 ハマボウの花 | 85位            |

### アルバム
|     | 発売日        | タイトル             | 規格品番   | 収録曲 | オリコン 最高位 |
| --- | ------------- | -------------------- | ---------- | --- | --------------- |
| 1st | 2019年9月25日 | 星に名前をつけるとき | THCA-60249 | Magic Parade ゼロセンチメートル 夢の途中で 透明な翼 星が眠るまで踊ろうよ えがおのまほう からっぽになりたい 煌めく浜辺 雨宿り 205号室 ハイステッパー 言わないけどね。 変わらない宝物 月より綺麗だった 星を辿れば 夜になれば | 37位            |

### 配信シングル
- しあわせな食卓（2012年11月28日）[33][34] - 「あまくちカレー」、「ラスク」
- もっと愛しあいましょ（2018年12月3日） - LINDBERGのカバー曲。2018年12月26日発売のアニマエール!Blu-ray,DVD第1巻に封入された特典CD「ミュージックエール！コレクション ～作中を彩る挿入歌とサントラを集めたスペシャルCD～」に収録。
- ストレスフリー（2018年12月24日） - miwaのカバー曲。2018年12月26日発売のアニマエール!Blu-ray,DVD第1巻に封入された特典CD「ミュージックエール！コレクション ～作中を彩る挿入歌とサントラを集めたスペシャルCD～」に収録。
- いつだってサバイバル!（2021年8月8日） - アーティスト名は「大原ゆい子 with ジオ・ピピ(松田颯水・潘めぐみ)」

### ライブ会場限定CD
- yoruni nareba...（2012年11月20日） - 「夜になれば」
- SEED SHIP LIVE REC. 2013/02/25（2013年4月7日） - 「さみしがりやのシズク」、「すきっぷ」、「走るリンゴ」
- good for eating（2013年11月9日）
- ビタチョコ（2014年2月11日） - 「ビタチョコ」、「夜になれば」
- YesかNoか半分か（2014年3月28日） - 「YesかNoか半分か」、「アルミ」
- 枚数限定Live音源CD（2016年4月1日） - 「蜃気楼 Live音源」[35]
- 限定CD 2016 片隅（2016年5月12日） - 「片隅」[36]
- 限定CD 2016（2016年10月1日） - 「蜃気楼 Live Ver」、「片隅」

### オムニバス
- SinGirlsCollection ～Start～（2014年8月27日）[37] - 「あなたと」
- メメントモリ Lament Collection Vol.1（2023年10月25日） - 「時の狭間※に流転するマカロン ※D=(いちご/3)px^2の状態を指す」
- TVアニメ 薬屋のひとりごと ORIGINAL SOUNDTRACK（2024年4月17日[注釈 7]） - 「想風」
- TVアニメ『無職転生II ～異世界行ったら本気だす～』Ending Theme Collection（2024年9月18日[注釈 8]） - 「Clover」、「ムスビメ」、「守りたいもの」、「かげくらべの唄」

### 映像作品

#### 音楽ライブ
- アコースティックワンマンライブ「初めて見た夢の色」（2019年9月25日） - AmazonのCD2枚セット購入特典[38]
- からかい上手の高木さん3&劇場版Memorial Box（2022年7月13日） - 高木さん(CV:高橋李依)のCD「からかい上手の高木さん3&劇場版」Cover Song Collectionと、Island MemoriesのCDに、特典DVDとして「からかい上手の高木さん」クリスマスイヴイヴイヴライブ～あたため上手の高木サンタ～を含む3枚組み

#### 子供番組
- みんな集まれ!こどもうたまつり わっしょいしょい!スペシャル（2023年11月24日） - 「うだららら」、「えがおのまほう」

## 楽曲提供
- ENA & KOCHO「poison smile」作詞（2016年9月5日、TVアニメ「orange」挿入歌） - 2016年10月12日発売のオリジナル・サウンドトラックに収録
- 箱根学園自転車競技部「Pride Ride」作曲（2017年9月8日、TVドラマ「弱虫ペダルSeason2」エンディングテーマ） - BSスカパー!から抽選で5,000人にPride Rideを含むエンディング2曲入りの限定CDがプレゼントされた（2017年10月下旬に発送）
- 妹S(田中あいみ,影山灯,白石晴香,古川由利奈)「変わらない宝物」作詞・作曲（2017年11月15日） - TVアニメ「干物妹!うまるちゃんR」エンディングテーマ「うまるん体操」のシングルCDのカップリング曲[39]
- 上間江望「Irony」作曲（2017年11月24日、ゲーム「NOeSIS 歌う影の戯曲」第二章ED主題歌） - 2018年1月26日発売の「NOeSIS 仄かな旋律の記憶」および2020年11月18日発売の「LIBRA」に収録
- 土間うまる(田中あいみ)「トワ・エ・モア」作曲（2017年12月13日） - TVアニメ「干物妹!うまるちゃんR」キャラクターソングアルバム「～妹S☆QUEST～」収録
- 橘・シルフィンフォード(古川由利奈)「いつかきっと」作詞（2017年12月13日） - TVアニメ「干物妹!うまるちゃんR」キャラクターソングアルバム「～妹S☆QUEST～」収録
- 猿渡宇希（CV.井澤美香子）「夢見るスカート」作詞・作曲（2018年11月7日）- TVアニメ「アニマエール!」キャラクターソングコレクション「-Wink-」収録
- たぴみる「不自然なハミング」作詞・作曲（2018年12月26日） - たぴみる1stアルバム「タピオカ×ミルクティー」収録
- かなでももこ「I's」作曲（2018年12月30日、ゲーム「AlexiA」本編OP主題歌） - コミックマーケット95にて主題歌「I's」が先行販売、2019年6月19日発売の「Rush * memorial」に収録
- 上間江望「ある晴れた日に」作曲（2019年5月20日、パチンコ「P緋弾のアリアIII」使用楽曲） - 2019年8月9日のコミックマーケット96にて販売された「緋弾のアリア オリジナルキャラクターソング コンプリートベスト」に収録、2020年11月18日発売の「LIBRA」に収録
- 大塚結依（cv.稲川英里／篠田みなみ）「ポケットメモリー」作詞（2019年10月17日、朗読劇「思春期ビターチェンジ」主題歌） - 会場にてCDを販売
- YURiKA「Dream Flight」作詞・作曲（2020年10月9日、ゲーム「リトルウィッチアカデミアVR ほうき星に願いを」主題歌）
- 太田彩華「ポスト・アポカリプス」作曲（2022年2月1日） - 太田彩華1stフルアルバム「Achroite=Rubellite」収録
- YURiKA「パーソナリティ」作曲（2022年10月20日） - YURiKA 1stアルバム「KiRA☆KiRA」収録
- シルフィエット（CV:茅野愛衣）「花咲み」作詞・作曲（2023年9月25日、TVアニメ「無職転生 II 〜異世界行ったら本気だす〜」第十二話エンディングテーマ） - 「TVアニメ『無職転生II ～異世界行ったら本気だす～』Ending Theme Collection」収録
- 大橋彩香「美味しいセレナーデ」作詞・作曲（2024年6月8日、TVアニメ「まぁるい彼女と残念な彼氏」エンディングテーマ）
- 小片リサ「散歩道」作詞・作曲（2024年6月19日） - 小片リサ1stオリジナル・アルバム「montage」収録

## 劇伴
- アニメ「青い羽みつけた!」（2021年4月、dアニメストアほか）

## ゲーム音楽
- スマートフォンゲーム「からかい上手の高木さん キュンキュンレコーズ」（2022年6月8日 - 2023年3月31日、iOS/Android）

## ミュージック・ビデオ
| タイトル           | 公開   | 監督         |
| ------------------ | ------ | ------------ |
| 星を辿れば         | 2017年 | 山本翔一     |
| 透明な翼           | 2017年 | 上野コオイチ |
| 言わないけどね。   | 2018年 | 辻崇志       |
| ハイステッパー     | 2018年 | 井上強       |
| えがおのまほう     | 2019年 | 田口雅文     |
| ゼロセンチメートル | 2019年 | 森田亮       |
| まっすぐ           | 2021年 | 頃安祐良     |

## 出演

### 主なライブ
- 「大原ゆい子 Birthday Special Live」（2016年2月5日、四谷天窓.comfort） - GUEST:カノエラナ[40]
- 「結良まり×大原ゆい子 -Acoustic Live- 魔法のしたで」（2016年2月28日、北参道ストロボカフェ）[41]
- 「TOKYO TOWER TV SUNDAY」（2017年3月19日、東京タワー大展望台1階"Club333"特設ステージ） - Ustreamで生中継された。[42]
- 「YURiKA・大原ゆい子 ツーマンライブ 〜MagicalNight リトルウィッチアカデミア〜」（2017年7月8日、代官山SPACE ODD） - V.I.Pチケット購入者には、開場前スペシャルアコースティックライブなどの特典が提供された。
- アコースティックワンマンライブ「星の歌を辿って」（2018年2月12日、原宿ストロボカフェ） - 入場者全員に会場限定オリジナルCD「星の歌を辿って」がプレゼントされた。
- アコースティックワンマンライブ「この月が満ちる日」（2018年6月3日、月見ル君想フ） - 入場者全員にお土産CD「ニュームーン」がプレゼントされた。
- アコースティックワンマンライブ「この月が満ちる日」追加公演（2018年6月3日、代官山LOOP） - 入場者全員にお土産CD「ニュームーン」がプレゼントされた。
- アコースティックワンマンライブ「アコースティックライス vol.1」1st, 2nd（2公演）（2018年8月12日、渋谷JZ Brat）
- デビュー3周年記念ワンマンライブ「ドライブライブ」（2018年10月8日、下北沢GARDEN） - VIPチケット購入者には、スペシャルアコースティック弾き語りライブなどの特典が提供された。
- あんにゅ×大原ゆい子 〜Daikanyama LOOP 10th Anniversary〜（2018年10月14日、代官山LOOP）
- アコースティックワンマンライブ「初めて見た夢の色」（2019年2月5日、Mt.RAINIER HALL SHIBUYA PLEASURE PLEASURE）
- 柿島伸次×大原ゆい子：はなかっぱ新OP主題歌「えがおのまほう」発売記念スペシャルコラボライブ（2019年5月5日、Yokohama O-SITE）
- YURiKA×大原ゆい子『LIVE THE MOVIE』～Documentary of YURiKA～（2019年6月15日、浅草花劇場）
- 大原ゆい子×YURiKA『LIVE THE MOVIE』～月より綺麗だった～（2019年6月16日、浅草花劇場） - 原案と主題歌を担当した短編恋愛映画「月より綺麗だった」[43]が上映された。
- ライブツアー「星集め」 - スペシャルチケット購入者には、限定オリジナルCDなどの特典が提供された。

福岡公演（2019年9月23日、Gate's7）
京都公演（2019年10月5日、VOXhall）
大阪公演（2019年10月6日、心斎橋FANJ）
東京公演（2019年11月9日、SPACE ODD）
- Starry gift “大原ゆい子・加藤いづみ”（2019年11月3日、恵比寿ザ・ガーデンルーム）
- TVアニメ『からかい上手の高木さん』クリスマスイヴイヴイヴライブ～あたため上手の高木サンタ～ 昼の部, 夜の部（2公演）（2019年12月22日、日テレらんらんホール）
- トーク&ライブ「ごにょごにょ、ららら」（2020年2月23日、恵比寿ザ・ガーデンホール） - 2020年3月7日放送のお～はらじお第36回の公開収録が行われた。
- ワンマンライブ「今夜は夢を見る」（2020年2月23日、恵比寿ザ・ガーデンホール） - VIP席には限定ミニライブや限定CD・動画などが、S席には限定CD・動画などが提供された。
- 渋谷gee-ge.10周年記念 無観客配信ツーマン『立花綾香×大原ゆい子』（2020年9月19日、渋谷gee-ge.）
- デビュー5周年記念配信ワンマンライブ「うわのそライブ」（2020年10月7日、Z-aN）
- アコースティックワンマン「オヒサシブリアルライブ」1部, 2部, 追加公演1部（計3公演）（2021年5月2日, 3日、Yokohama mint hall）
- トーク&ライブ「ごにょごにょ、ららら その2」（2021年11月3日、渋谷スターラウンジ）
- 大原ゆい子のちるあうとラジオ公開生配信（2021年11月3日、渋谷スターラウンジ） - 自身のYouTube Channelで配信しているラジオ番組の公開生配信
- ライブツアー「忘れない唄」

名古屋公演 1st, 2nd（2公演）（2021年11月20日、BL cafe）
大阪公演（2021年11月22日、Music Club JANUS）
福岡公演 SHOW1, SHOW2（2公演）（2021年11月23日、INSA）
東京公演（2021年12月26日、下北沢Shangri-La） - VIPチケット購入者には特典として「パリパリ」タオルやCDおよび「大原ゆい子のちるあうとラジオ」限定版！などが提供された。
- アコースティックワンマンライブ「シットリ。」（2022年2月5日、Yokohama mint hall）
- トーク&ライブ「ごにょごにょ、ららら その3 はじまった夏」（2022年7月10日、Yokohama mint hall）
- 「小豆島コンサート」（2022年8月7日、小豆島オリーブ公園オリーブホール）
- 「大原ゆい子のちるあうとらじお100回記念！生ちるあうと」（2022年11月19日、池袋 LiveHouse mono）
- 「ゆいこもりうたLive」（2022年11月19日、池袋 LiveHouse mono）
- ワンマンライブ「あいうぉんとびーサンタ」（2022年12月17日、浅草花劇場）
- ワンマンライブ「GOBUSATA」（2024年3月9日、浅草花劇場） - VIPチケット購入者特典として、特別グッズおよび特別な1曲鑑賞などが提供された。
- FC限定イベント「ちるあうとたいむ」（2024年3月9日、浅草花劇場）
- 「2024 LIVE IN SHANGHAI」（2024年9月6日、万代南梦宫上海文化中心 未来剧场）
- 弾き語りワンマンライブ「ギターとピアノと私」（2024年9月29日、Yokohama mint hall）
- 「DROPS OF SONG ERI SASAKI×YUIKO OHARA」（2024年10月23日、ROCK JOINT GB）
- アコースティックワンマンライブ「グッバイ!2024」（2024年12月22日、Yokohama mint hall）
- 大原ゆい子10周年ツアー「MOON HOP!」

小豆島公演（2025年8月3日、小豆島オリーブ公園オリーブホール）

### テレビアニメ
- リトルウィッチアカデミア 第13話「サムハインの魔法」（2017年4月3日、TOKYO MXほか） - 生徒 役

### テレビ番組
- みんなDEどーもくん！（2020年4月12日 - 、NHK BSプレミアム） - 歌のおねえさん。2021年3月29日以降はEテレにて放送

### ラジオ番組
- アニちゅん Fukuoka 特別番組～YURiKA＆大原ゆい子トーク＆ライブ（2017年11月22日、CROSS FM）
- 大原ゆい子SATURDAY SPECIAL SELECTION（2018年8月4日 - 25日、i-dio アニソンHOLIC） - パーソナリティ
- 大原ゆい子のどれみふぁ交換日記♪（2018年9月29日 - 2019年12月28日、i-dio アニソンHOLIC）[44]
- お～はらじお（2019年7月6日 - 2020年9月26日、bayfm）

### 映画
- 怖すぎる話 劇場版（2014年11月8日）[45]

## タイアップ曲
| 楽曲                                                      | タイアップ                                                                     | 時期       |
| --------------------------------------------------------- | ------------------------------------------------------------------------------ | ---------- |
| Magic Parade                                              | 映画「リトルウィッチアカデミア 魔法仕掛けのパレード」エンディングテーマ        | 2015年10月 |
| 星を辿れば                                                | TVアニメ「リトルウィッチアカデミア」エンディングテーマ                         | 2017年1月  |
| 透明な翼                                                  | TVアニメ「リトルウィッチアカデミア」第2クールエンディングテーマ                | 2017年4月  |
| 煌めく浜辺                                                | TVアニメ「宝石の国」エンディングテーマ                                         | 2017年10月 |
| 時のミラージュ                                            | PS4ゲーム「リトルウィッチアカデミア 時の魔法と七不思議」主題歌                 | 2017年11月 |
| 言わないけどね。                                          | TVアニメ「からかい上手の高木さん」オープニングテーマ                           | 2018年1月  |
| ハイステッパー                                            | TVアニメ「はねバド!」エンディングテーマ                                        | 2018年7月  |
| リアライズ                                                | BCリーグ公式応援歌                                                             | 2018年7月  |
| ユアフライト                                              | TVアニメ「はねバド!」挿入歌                                                    | 2018年9月  |
| もっと愛しあいましょ                                      | TVアニメ「アニマエール!」挿入歌                                                | 2018年12月 |
| ストレスフリー                                            | TVアニメ「アニマエール!」挿入歌                                                | 2018年12月 |
| えがおのまほう                                            | TVアニメ「はなかっぱ」オープニングテーマ                                       | 2019年4月  |
| セイセイせんべい!                                         | 岩塚製菓オフィシャルタイアップソング                                           |            |
| ゼロセンチメートル                                        | TVアニメ「からかい上手の高木さん2」オープニングテーマ                          | 2019年7月  |
| チャンス                                                  | 千葉テレビ「高校野球ダイジェスト」オープニングソング                           | 2019年7月  |
| 君と光                                                    | TVアニメ「からかい上手の高木さん2」挿入歌                                      | 2019年9月  |
| 旅人の唄                                                  | TVアニメ「無職転生 〜異世界行ったら本気だす〜」オープニングテーマ              | 2021年1月  |
| オンリー                                                  | TVアニメ「無職転生 〜異世界行ったら本気だす〜」第1クールエンディングテーマ     | 2021年1月  |
| 目覚めの唄                                                | TVアニメ「無職転生 〜異世界行ったら本気だす〜」オープニングテーマ②             | 2021年3月  |
| いつだってサバイバル!                                     | 映画「深海のサバイバル!」主題歌                                                | 2021年8月  |
| 風と行く道                                                | TVアニメ「無職転生 〜異世界行ったら本気だす〜」第2クールエンディングテーマ     | 2021年10月 |
| 継承の唄                                                  | TVアニメ「無職転生 〜異世界行ったら本気だす〜」オープニングテーマ③             | 2021年10月 |
| 祈りの唄                                                  | TVアニメ「無職転生 〜異世界行ったら本気だす〜」オープニングテーマ④             | 2021年11月 |
| 遠くの子守の唄                                            | TVアニメ「無職転生 〜異世界行ったら本気だす〜」オープニングテーマ⑤             | 2021年11月 |
| 旅人の唄～帰郷～                                          | TVアニメ「無職転生 〜異世界行ったら本気だす〜」オープニングテーマ⑥             | 2021年12月 |
| まっすぐ                                                  | TVアニメ「からかい上手の高木さん3」オープニングテーマ                          | 2022年1月  |
| まっすぐ～ラララver.～                                    | TVアニメ「からかい上手の高木さん3」第6話オープニングテーマ                     | 2022年2月  |
| サンタになりたい                                          | TVアニメ「からかい上手の高木さん3」挿入歌                                      | 2022年3月  |
| 風見鶏を見つけて                                          | TVアニメ「からかい上手の高木さん3」挿入歌                                      | 2022年3月  |
| はじまりの夏                                              | 劇場版「からかい上手の高木さん」主題歌                                         | 2022年6月  |
| ハマボウの花                                              | 劇場版「からかい上手の高木さん」挿入歌                                         | 2022年6月  |
| 時の狭間※に流転するマカロン ※D=(いちご/3)px^2の状態を指す | ゲーム「メメントモリ」キャラクター専用曲（ラメント）                           | 2022年10月 |
| Clover                                                    | TVアニメ「無職転生 II 〜異世界行ったら本気だす〜」第零話エンディングテーマ     | 2023年7月  |
| ムスビメ                                                  | TVアニメ「無職転生 II 〜異世界行ったら本気だす〜」第1クールエンディングテーマ  | 2023年7月  |
| 想風                                                      | TVアニメ「薬屋のひとりごと」第3話挿入歌                                        | 2023年10月 |
| 守りたいもの                                              | TVアニメ「無職転生 II 〜異世界行ったら本気だす〜」第2クールエンディングテーマ  | 2024年4月  |
| かげくらべの唄                                            | TVアニメ「無職転生 II 〜異世界行ったら本気だす〜」第二十四話エンディングテーマ | 2024年7月  |